# I'm in Love with My Car
I'm in Love with My Car je píseň britské rockové skupiny Queen. Skladbu napsal roku 1975 bubeník kapely Roger Taylor. Vyšla na čtvrtém albu skupiny A Night at the Opera a následně i jako B strana singlu „Bohemian Rhapsody“.

## Historie
V původní demo verzi hrál na kytary sám Taylor, ale později kytarový part znovu nahrál May na svou kytaru Red Special a Taylor mu kromě hry na bicí sekundoval s elektrickou kytarou. Vedoucí vokály nahrál Taylor ve studiové verzi i na všech publikovaných živých nahrávkách. Zvuky túrování motoru v závěru písně vznikly jako záznam zvuku Taylorova tehdejšího skutečného auta značky Alfa Romeo. Text písně vznikl na námět jednoho člena doprovodného týmu kapely Johnathana Harrise, jehož vůz Triumph TR4 byl zjevně „láskou jeho života“. Píseň je věnována jemu a poznámka na obalu uvádí: „Věnováno Johnathanu Harrisovi, klukovskému závodníkovi až do konce“.
Když mělo dojít na vydání prvního singlu z alba A Night at the Opera, Taylor byl tolik nadšený ze své písně, že naléhal na Freddieho Mercuryho (autora „Bohemian Rhapsody“), aby svolil k umístění jeho písně na stranu B, a zamkl se v komoře, dokud na to Mercury nepřistoupí. Toto rozhodnutí se později stalo příčinou mnoha vnitřních třenic uvnitř kapely, neboť ačkoli se jednalo jen o stranu B, přinesla Taylorovi stejný výdělek z licenčních poplatků za vydání jako hlavní singl Mercurymu, jen proto, že se jednalo o druhou stranu k „Bohemian Rhapsody“.
Píseň byla v období let 1977–81 často hraná naživo. Taylor zpíval od bicích, zatímco Mercury hrál na klavír a zajišťoval doprovodné vokály. Během News of the World Tour často Mercury zpíval s Taylorem refrén.
Britský výrobce automobilů Jaguar v roce 2004 použil tuto píseň ve své reklamě.
Název písně se vyskytuje v několika narážkách v životopisném filmu o kapele Bohemian Rhapsody (2018). Nejprve při hádce mezi Taylorem (Ben Hardy) a Mayem (Gwilym Lee) ohledně textu této písně a jejího zařazení na album. Později ve filmu výkonný ředitel EMI Ray Foster (Mike Myers) navrhne vydat jako první single k albu A Night at the Opera namísto „Bohemian Rhapsody“ právě tuto píseň nebo skladbu „You're My Best Friend“. Krátce poté v rozhlasovém pořadu Kennyho Everetta Freddie Mercury podá single moderátorovi, který pak nahlas přečte „I'm In Love With My Car“ namísto „Bohemian Rhapsody“ z druhé strany desky, i když tu pak už správně pustí do éteru. Na Mercuryho párty se Brian zeptá Rogera, která část auta je nejvíc sexy.

## Přijetí
Hudební publicista Tom Reynolds popsal v roce 2008 skladbu jako „opravdu jednu z nejskvělejších a nejvášnivějších milostných písní, jaké jsem za posledních víc než třicet let slyšel“.

## Obsazení nástrojů
- Freddie Mercury – klavír, doprovodný zpěv
- Brian May – sólová kytara, doprovodný zpěv
- Roger Taylor – bicí, doprovodná kytara, doprovodné vokály, zpěv
- John Deacon – basová kytara